# Makedonski Bugari
Makedonci ili makedonski Bugari (bugarski: македонци ili македонски българи), koji se ponekad nazivaju i makedonski Bugari ili makedonski Bugari, su regionalna, etnografska skupina etničkih Bugara, nastanjuju ili potječu iz regije Makedonije. Danas je veći dio ove populacije koncentriran u provinciji Blagoevgrad, ali je velik dio raširen u cijeloj Bugarskoj i dijaspori.

## Povijest
Stanovništvo koje govori slavenski jezik u regiji Makedonije i sami su (i sami autsajderi) nazivani Bugarima, i tako su ih uglavnom viđali od 10., pa sve do početka 20. stoljeća.  Prema Encyclopædia Britannica, početkom 20. stoljeća makedonski Bugari činili su većinu stanovništva u cijeloj regiji Makedonije, tada dijelu Osmanskog carstva. Funkcioniranje Bugarskog egzarhata tada je imalo za cilj posebno razlikovanje bugarskog od grčkog i srpskog stanovništva na etničkoj i jezičnoj osnovi, pružajući otvorenu tvrdnju o bugarskom nacionalnom identitetu. Međutim, bila je jasna jedna osnovna razlika između političkih programa lokalnih inteligencija. Makedonski Grci i Srbi slijedili su, općenito, direktive koje su dolazile iz njihovih središta nacionalne agitacije, dok je kod Bugara pojam Makedonski poprimao značaj određene političke lojalnosti, koja je postupno izgrađivala određeni duh regionalnog identiteta. Balkanski ratovi (1912. – 1913.) i Prvi svjetski rat (1914. – 1918.) ostavili su Osmansku Makedoniju podijeljenu između Grčke, Srbije i Bugarske i rezultirali značajnim promjenama u njezinom etničkom sastavu. Trenutačni učinak podjele Otomanske Makedonije bile su nacionalističke kampanje u područjima pod grčkom i srpskom upravom, koje su protjerale bugarske crkvenjake i nastavnike i zatvorile bugarske škole i crkve. Kao posljedica toga, znatan dio slavenskog stanovništva grčkog i srpskog stanovništva (kasnije jugoslavenske Makedonije) pobjegao je u Bugarsku ili je tamo preseljen na temelju sporazuma o razmjeni stanovništva. ( Ugovor iz Neuilly-sur-Seine, Protokol Politis-Kalfov ). Unutar Grčke makedonski su Slaveni označeni kao "slavofonski Grci", dok su se u Srbiji (kasnije unutar Jugoslavije ) službeno tretirali kao "Južni Srbi". U obje su se zemlje i mediji koristili za širenje nacionalnih ideologija i identiteta, kao i jezika novih vladajućih nacija, Grka i Srba. Te su kulturne mjere pojačane koracima za promjenu sastava stanovništva: srpski kolonisti ugrađeni su u jugoslavensku Makedoniju, dok je u grčkoj Makedoniji masovno naseljavanje grčkih izbjeglica iz Anadolije definitivno smanjilo slavensko stanovništvo na manjinski status.
Unatoč nekim pokušajima razlikovanja slavenskog makedonskog identiteta od bugarskog od kraja 19. stoljeća, i unatoč maglovitoj nacionalnoj svijesti mase slavenskog stanovništva, većina istraživača slaže se da je većina slavenskog stanovništva u regiji imala Bugarski nacionalni identitet sve do ranih četrdesetih godina prošlog stoljeća, kada su bugarske trupe, okupirajući veći dio područja, bile dočekane kao osloboditeljice. Prevladali su probugarski osjećaji među lokalnim slavenskim stanovništvom, uključujući Grčku i Jugoslaviju. Nakon Drugog svjetskog rata i povlačenja Bugarske, na osnovi snažnog makedonskog regionalnog identiteta započeo je proces etnogeneze i formirao se zaseban nacionalni makedonski identitet. U cjelini značajna makedonska nacionalna svijest prije 1940-ih nije postojala. U to je vrijeme čak i politička organizacija slavenskih imigranata iz regije Makedonija, Makedonska domoljubna organizacija također promovirala ideju da makedonski Slaveni budu Bugari. Proces izgradnje nacije bio je politički motiviran, a kasnije pojačan snažnom bugarofobijom i jugoslavenstvom. Nove su vlasti započele politiku uklanjanja bilo kakvog bugarskog utjecaja i stvaranja posebne slavenske svijesti koja će potaknuti identifikaciju s Jugoslavijom.  Proglašenjem nove Socijalističke Republike Makedonije započete su mjere kojima će se nadvladati probugarski osjećaj među stanovništvom.  Tvrdi se da su od 1944. do kraja četrdesetih godina ljudi koji zagovaraju bugarski etnički identitet bili potlačeni.   Prema bugarskim izvorima više od 100.000 muškaraca je zatvoreno, a oko 1.200 istaknutih Bugara osuđeno je na smrt.   Uz to, nedosljedna politika prema makedonskim Bugarima koju je u to vrijeme slijedila komunistička Bugarska bacila je od tada većinu neovisnih promatrača u stanje zbunjenosti, što se tiče stvarne etničke pripadnosti stanovništva čak i u bugarskoj Makedoniji. Praktički kao posljedica toga ostatak ovog naroda, izuzev same Bugarske, na kraju je makedoniziran ili heleniziran.
Ipak, ljudi s bugarskom sviješću ili bugarofilskim osjećajima još uvijek žive u Sjevernoj Makedoniji i Grčkoj. Tijekom posljednjih godina članstvo u EU Bugarske više od 50 000 Makedonaca podnijelo je zahtjev za bugarsko državljanstvo. Da bi ga dobili, moraju potpisati izjavu u kojoj su izjavili da su Bugari podrijetlom. Više od 80.000 makedonskih državljana već je dobilo bugarsko državljanstvo. Međutim, ovaj fenomen ne može dati precizne podatke o tome koliko makedonskih državljana sebe smatra Bugarima u etničkom smislu, jer je opće uvjerenje da je taj fenomen uzrokovan prvenstveno iz ekonomskih razloga.

## Značajni makedonski Bugari
Makedonski Bugari bili su utjecajni u svim područjima bugarskog društva, uključujući kulturu, znanost, književnost, arhitekturu, industriju, sport, zabavu, vladu i vojsku.
Mnogi makedonski Bugari igrali su istaknutu ulogu u borbi za neovisnost Bugarske, među takve borce za slobodu su Ilyo Voyvoda, Georgi Izmirliev, Dine Abduramanov, Kiryak Shkurtov, Todor Aleksandrov, Ivan Mihailov, Dimitar Gyuzelov, Mara Buneva itd.
Bugarski generali i vojni časnici Kliment Boyadzhiev, Konstantin Zhostov, Aleksandar Protogerov, Petar Darvingov i Kiril Yanchulev služili su u bugarskoj vojsci u srpsko-bugarskom ratu, Prvom balkanskom ratu, Drugom balkanskom ratu, Prvom i Svjetskom ratu Drugog rata.
Među političarima, vladinim ministrima i diplomatama su Andrey Lyapchev, Dimitar Rizov, Nikola Stoyanov, Simeon Radev, Nikola Milev, Georgi Traykov, Anton Yugov, Georgi Pirinski, Sergey Stanishev, Rosen Plevneliev itd.
Makedonski Bugari također su doprinijeli razvoju bugarske kulture, umjetnosti, književnosti i glazbe, kao što su Pajsije Hilendarski, Neofit Rilski, Hristo Silyanov, Dimitar Talev, Rayko Aleksiev, Katya Paskaleva itd.
Neki, poput arhitekta tržnice u središnjoj Sofiji Nauma Torbova, ostavili su iza sebe vidljive znamenitosti.
Drugi su, uključujući Mikhaela Aivanhova, postavili intelektualna obilježja.
Još neki, poput Dimitar Berbatov, Dimitar Yakimov, Aleksandar Tomov, Irina Nikulchina, Stoycho Mladenov, Georgi Slavkov, Ivan Lebanov, Vasil Metodiev, Nikola Kovachev, Boris Gaganelov, Spiro Debarski, Krasimir Bezinski, Petar Mihtarski, Ivaylo Andonov, Serafim Barzakov, Dimcho Belyakov, Stoycho Stoilov, Georgi Bachev, Kiril Georgiev i Nina Klenovska istaknuti su sportaši i sportski ljudi.